# First Sunday
First Sunday ist eine amerikanische Filmkomödie aus dem Jahr 2008, die von David E. Talbert sowohl produziert als auch verfasst wurde und in Deutschland von Sony Pictures Home Entertainment vermarktet wird. In den Hauptrollen sind Ice Cube und Tracy Morgan zu sehen. Der US-Kinostart fand am 11. Januar 2008 statt. In Deutschland wurde der Film direkt auf DVD veröffentlicht.

## Handlung
Der Film erzählt die Geschichte von Durell (Ice Cube) und LeeJohn (Tracy Morgan), zwei befreundete Kleinganoven aus Baltimore, Maryland. Als die beiden versuchen, um an schnelles Geld zu kommen, zehn gestohlene Rollstühle für einen Gangsterboss auszuliefern, verlieren sie die „Ware“, als sie von der Polizei verfolgt werden. Daraufhin werden die beiden vom Gericht zu 5000 Stunden Gemeindearbeit verdonnert und sind außerdem gezwungen, 12.000 $ aufzutreiben, um den Verlust der Rollstühle des Gangsterbosses wiedergutzumachen, da dieser ihnen mit Mord gedroht hat. Zur selben Zeit beschließt Durells Ex-Frau (Regina Hall), mit dem gemeinsamen Sohn (C. J. Sanders) nach Atlanta umzuziehen, weil sie die Wohnungsmiete nicht mehr zahlen kann.
Zuerst versuchen die beiden bei Mordecai, dem Inhaber eines Massagesalons, einen Kredit aufzunehmen, allerdings wird daraus nichts, nachdem LeeJohn verängstigt aus dem Salon flieht, nachdem er bemerkt hatte, das seine Masseurin ein Mann (nämlich Mordecai selber) ist.
In ihrer Verzweiflung entwickeln die beiden anschließend den Plan, die wohlhabende Kirchengemeinde in der Nachbarschaft auszurauben, allerdings wird dieses Vorhaben schwieriger, als sie zuvor gedacht hatten. Denn die beiden müssen feststellen, dass die Einnahmen, die sie stehlen wollten, bereits gestohlen worden waren. Wutentbrannt darüber, wollen die beiden alle Anwesenden solange als Geiseln festhalten, bis das gestohlene Geld wieder auftaucht. Während Durell versucht, die defekte Klimaanlage zu reparieren, werden die „Geiseln“ von LeeJohn überwacht. Dieser drückt anschließend seine Traurigkeit über die aktuelle Lage aus und wird daraufhin von Schwester Doris (Loretta Devine) getröstet. Währenddessen gelingt es Durell zusammen mit Tianna (Malinda Williams), der Tochter des Pastors der Gemeinde, die Klimaanlage zu reparieren, woraufhin sie sich wieder in den Empfangsbereich der Kirche begeben. Während Durell einen Anruf von seinem Sohn erhält, findet der fast taubblinde Hausmeister das gestohlene Geld zufällig. Nach dem Anruf wird Durell außerdem von Momma T (Olivia Cole) beschuldigt, die behauptet, dass er den Raub nicht für seinen Sohn, sondern allein für sich selbst unternommen hat, und dass er die Schuld dafür bei sich suchen solle. Während Polizisten bereits die Kirche umstellt haben, um Durell und LeeJohn an der Flucht zu hindern, entscheidet sich Durell gegen das Geld, da er seinen Sohn nicht verlieren will. Zwar gibt der Pastor den beiden den Rat, über den Hintereingang zu fliehen, allerdings werden sie dennoch von der Polizei gefasst. Beim darauffolgenden Prozess gegen die Kleinkriminellen, bei dem die ganze Kirchengemeinde anwesend ist, beschuldigt der Diakon der Gemeinde (Michael Beach) die beiden, dass sie versucht hätten, 64.000 $ zu stehlen. Da der Betrag des gesammelten Geldes der Kirche allerdings nur die Hälfte dessen betrug, gerät auf einmal der Diakon unter Verdacht. Da keiner der anderen Gemeindemitglieder gegen Durell und LeeJohn aussagt, werden die beiden freigesprochen.
Anschließend besucht Durell erneut seine Ex-Frau Omunique, die sich über ein Geldpaket wundert, das zuvor vor ihrer Haustür hinterlassen wurde. Durell erklärt anschließend, dass es sich dabei um ein Geschenk handle und bittet sie, ihm den gemeinsamen Sohn Durell Jr. nicht wegzunehmen, da er sein Ein und Alles sei. Nachdem sich Omunique entscheidet, nicht wegzuziehen, endet der Film damit, dass die Kirchengemeinde eine große Feier für Durell und LeeJohn gibt.

## Veröffentlichungen und Hintergründe
In Deutschland schaffte es der Streifen nicht in die Kinos, sondern wurde direkt auf DVD umgesetzt. Der Verkaufsstart fand am 19. September 2009 statt, während die Blu-ray-Version des Films bereits einen Tag früher in den Handel gebracht wurde.
Bis heute spielte die Komödie weltweit ca. 38,6 Millionen $ ein. Die Ausgaben sind hingegen nicht bekannt.

## Kritiken
Die Kritiken zum Film fielen recht positiv aus. Die Redakteure von cinefacts.de bezeichneten den Film als „eine Mischung aus schwarzem Humor, leichter Unterhaltung und guten Gags“. Regisseur Talbert „trumpfe mit seiner wirklich gelungenen Situationskomik, sowie mit echt witzigen Schauspielern, die ihre Rollen überzeugend in Szene setzen, auf“. Dies mache den Film zu einer „total witzigen Gangsterkomödie“.
Das Lexikon des internationalen Films meinte: „Originell ersonnene, etwas zu unentschlossen inszenierte Komödie, in der Ex-Gangsta-Rapper Ice Cube zum "Family Man" umgestaltet wird.“